# Expédition de la baie Lady Franklin

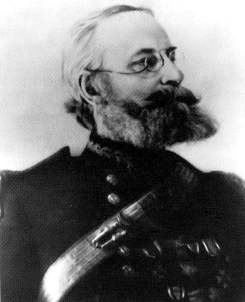
Adolphus Greely

L'île d'Ellesmere où se trouve la baie de Lady Franklin.

L’expédition de la baie Lady Franklin ou expédition Greely, officiellement nommée Lady Franklin Bay Expedition, est une expédition polaire américaine menée par Adolphus Greely entre 1881 et 1884 dans la baie Lady Franklin.
Sous l'impulsion de Henry W. Howgate, l'expédition utilisa le navire Proteus afin d'implanter une station météorologique — première d'une série — pour la première Année polaire internationale. Le gouvernement américain l'avait également commissionné pour recueillir des données astronomiques et sur le magnétisme. À ce titre, l'astronome Edward Israel faisait partie de l'équipe. C'est lors de cette expédition, en 1882, que Greely nomma la chaîne Conger.
Sans nouvelles de l'équipe, deux navires de recherches et de ravitaillements firent route vers le camp sur l'île d'Ellesmere, mais ne parvinrent pas à y accéder. La recherche ne fut pas abandonnée, notamment grâce à Henrietta, la femme de Greely. Un autre navire, le Bear parvint en 1884 au camp, ne trouvant plus que six des vingt-cinq membres de l'équipe, dix-neuf étant morts de faim, de froid, noyés et même un exécuté, pour vol, par balle.
Greely et les autres survivants étaient eux-mêmes près de la mort. Ellison, l'un des hommes, n'avait plus ni bras ni pieds et avait une cuillère attachée à son moignon pour pouvoir se nourrir. L'un des survivants est décédé sur le voyage de retour. À leur retour, ils ont été vénérés comme des héros, mais leur héroïsme a été entaché par des accusations de cannibalisme au cours des derniers jours faute de nourriture.
L'histoire de ce voyage a été publiée à plusieurs reprises, notamment dans Abandoned : The Story of the Greely Arctic Expedition 1881-1884 de Alden Todd.